# Llano (Teksas)
Llano – miasto w Stanach Zjednoczonych, w stanie Teksas, w hrabstwie Llano. W 2010 roku liczyło 3232 mieszkańców.